# Eichenwald-Winkeleule
Die Eichenwald-Winkeleule (Mesogona acetosellae) ist ein Schmetterling (Nachtfalter) aus der Familie der Eulenfalter (Noctuidae). Das Artepitheton bezieht sich auf Waldsauerklee (Oxalis acetosella), der früher (irrtümlich) als Nahrung der Raupe vermutet wurde.

## Merkmale

### Falter
Die Falter erreichen eine Flügelspannweite von 36 bis 46 Millimetern. Die Grundfärbung der Vorderflügeloberseite variiert von hellbraun bis zu rötlich braun. Die schmal gelblich angelegten inneren und äußeren Querlinien verlaufen schräg vom Vorder- bis zum Innenrand, den sie mit einigem Abstand zueinander erreichen. Ring- und Nierenmakel sind hell umrandet und oft undeutlich. Die Wellenlinie ist in schwarze Punkte aufgelöst. Die zeichnungslose Hinterflügeloberseite ist rötlich braun bis graubraun gefärbt und mit rotbraunen Fransen versehen.

### Raupe
Ausgewachsene Raupen haben eine hellbraune bis rötlich braune Grundfarbe, sind sehr schwach dunkel marmoriert und zeigen schwarze Stigmen.

### Ähnliche Arten
Bei der Auenwald-Winkeleule (Mesogona oxalina) sind die Fransen der Hinterflügel graubraun gefärbt, außerdem nähern sich die inneren und äußeren Querlinien am Innenrand der Vorderflügeloberseite stärker aneinander an als bei der Eichenwald-Winkeleule.

## Verbreitung und Lebensraum

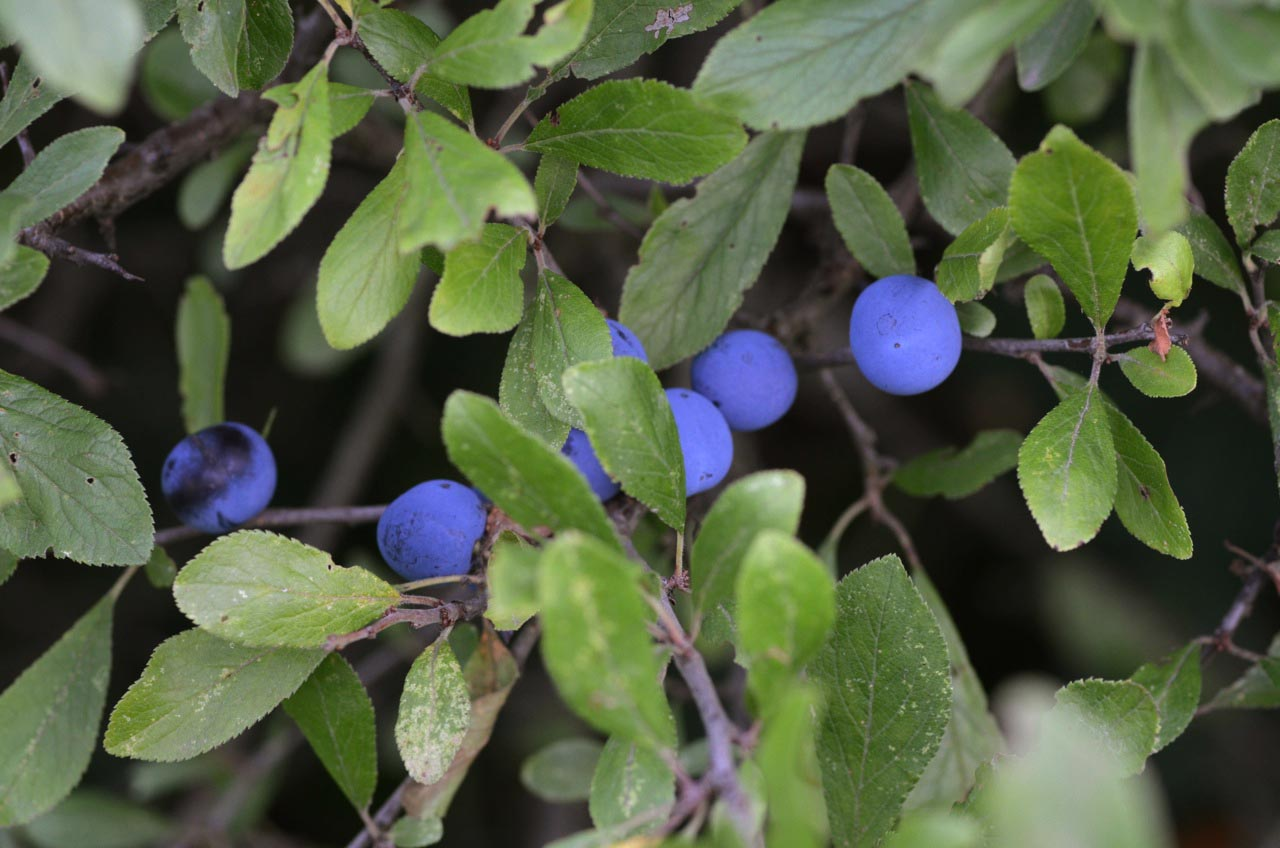
Schlehdorn, eine Nahrungspflanze der Raupen

Die Eichenwald-Winkeleule kommt in Süd- und Mitteleuropa verbreitet vor. Das östlichste Vorkommen reicht bis zum Altai. In der Türkei ist sie durch die Unterart Mesogona acetosellae anatolica vertreten. Die Art besiedelt bevorzugt Schlehenheckengebiete, warme Hänge, buschige Eichen- und Mischwälder sowie Parklandschaften.

## Lebensweise
Die Falter sind nachtaktiv und leben in einer Generation, die schwerpunktmäßig in den Monaten September und Oktober fliegt. Sie besuchen künstliche Lichtquellen und Köder. Die Raupen ernähren sich bevorzugt von den Blättern von Schlehdorn (Prunus spinosa). Gelegentlich wurden sie auch an Eichen (Quercus) oder Weiden (Salix) gefunden. Die Art überwintert im Eistadium, zuweilen auch als junge Raupe.